# Kitimat Ranges
Die Kitimat Ranges ist die mittlere Teilkette der Coast Mountains, die sich über 380 km in Nord-Süd-Richtung und bis zu 240 km in Ost-West-Richtung an der Pazifikküste in der kanadischen Provinz British Columbia hinziehen. BC Geographical Names nennt als nördliche Grenze den Portland Inlet, welche dann mit dem Nass River fortgesetzt wird und als südliche Grenze den Burke Channel. Während nach Westen der Pazifik angrenzt liegt im Osten das Interior-Plateau mit dem Nechako-Plateau und dem Fraser-Plateau.

## Geographie
Als Teilkette der Kitimat Ranges werden nur die Hazleton Mountains betrachtet. Der höchste Berg der Kitimat Ranges ist der Howson Peak, nordöstlich von Kitimat, mit einer Höhe von 2759 m.
Zu den Flüssen die in der Gebirgskette entspringen oder sie auf ihren Weg in den Pazifik passieren gehören:
- Brim River
- Dean River
- Kemano River
- Kitimat River
- Kitlope River

Größere Ansiedlungen finden sich in den Kitimat Ranges nur am nördlichen Rand entlang des in Ost-West-Richtung verlaufenden British Columbia Highway 16, des Yellowhead Highways der hier die nördliche Route des Trans-Canada Highways ist und im südlichen Bereich entlang des ebenfalls in Ost-West-Richtung verlaufenden British Columbia Highway 20.

## Schutzgebiete
Größere Gebiete der Kitimat Ranges stehen als Provincial Parks in British Columbia unter Schutz. Als größere oder wichtigere gehören dazu diese Provinzparks:
- Anhluut’ukwsim Laxmihl Angwinga’asanskwhl Nisga’a Provincial Park
- Khutzeymateen Provincial Park, welche auch als Khutzeymateen Grizzly Bear Sanctuary bekannt ist
- Seven Sisters Provincial Park
- Kleanza Creek Provincial Park
- Kitimat River Provincial Park
- Burnie-Shea Provincial Park
- Gitnadoiks River Provincial Park
- Atna River Provincial Park
- Morice Lake Provincial Park
- Nanika-Kidprice Lake Provincial Park
- Entiako Provincial Park
- Itcha Ilgachuz Provincial Park
- Tweedsmuir Provincial Park